# ニューリン派

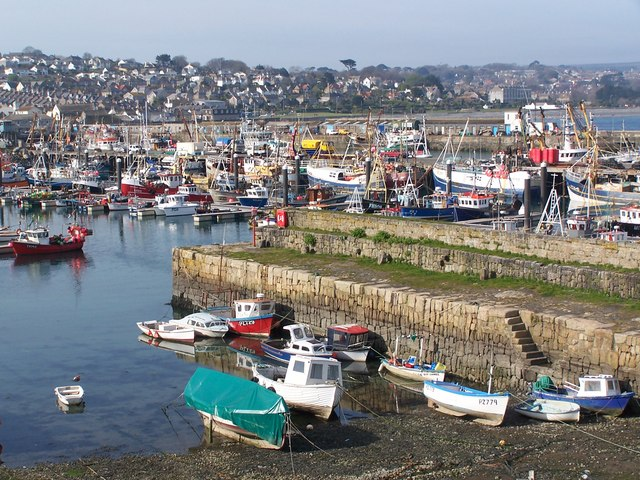
現代のニューリンの港の風景

ニューリン派（Newlyn School）は1880年代から20世紀の始めの時期に、イングランドのコーンウォールのペンザンスに近い、漁村ニューリンに集まった画家たちを指す言葉である。19世紀半ばに起きたフランスのバルビゾン村に集まり自然主義的な風景画や農民画を写実的に描いたバルビゾン派の影響を受けて成立した。

## 概要
1882年にウォルター・ラングレー(1852-1922)がニューリンに移ったのが始まりで、友人のエドウィン・ハリスが続き、1883年にはラルフ・トッド、フレデリク・ホール、フランク・ブラムリー、トーマス・クーパー・ゴッチが加わり、1884年にスタンホープ・フォーブスがニューリンに住み始めた。すぐにフォーブスがリーダー格となったためフォーブスが後にニューリン派の創立者と見なされた。1884年にはアルバート・シュヴァリエ・テイラー、ヘンリー・スコット・テューク（Henry Scott Tuke）、ミラード（Frederick Millard）らも加わり、1884年9月の地元の新聞、The Cornishmanは27人の画家がニューリンに住んでいると報じ、1885年にはクラフト（Percy Robert Craft）やエリザベス・アームストロング（後にフォーブスと結婚する）、1886年にはノーマン・ガースティンといった影響力を示した画家が加わった。1887年にゴッチたちがニューリン・アート・ギャラリを設立し、画家たちの作品を展示するようになり、このギャラリーには、その後も多くの絵を所有するようになった。ゴッチは工芸教室（Newlyn Industrial Classes）を設立し、地元の若者にいろいろな工芸技術を教えた。
ニューリンには美しい景色や、安い生活費や、モデルを雇うのが容易であるなどの利点があった。画家たちは漁師の日常生活などを題材に描いた。
1880年代から1900年までの間、有名な場所となり、約120人の画家が、コーンウォールを訪れた。何人かの画家がニューリンを去った後、フォーブス夫妻は1899年に美術学校（Newlyn School of Painting）を設立し、新たに若い芸術家たちをニューリンに迎えた。この学校で学んだ学生にはアーネスト・プロクターやドッド・プロクターらがいる。新しい世代の画家にはバーチ夫妻（Samuel John Birch、Lamorna Birch）も居た。バーチ夫妻は近くのラモーナ（Lamorna）に住み、ガーディナー（Stanley Gardiner）、ヒース（Frank Gascoigne Heath）、ナイト夫妻（Harold Knight、Laura Knight）たちとラモーナ・グループを作った。

## ニューリン派の画家の作品

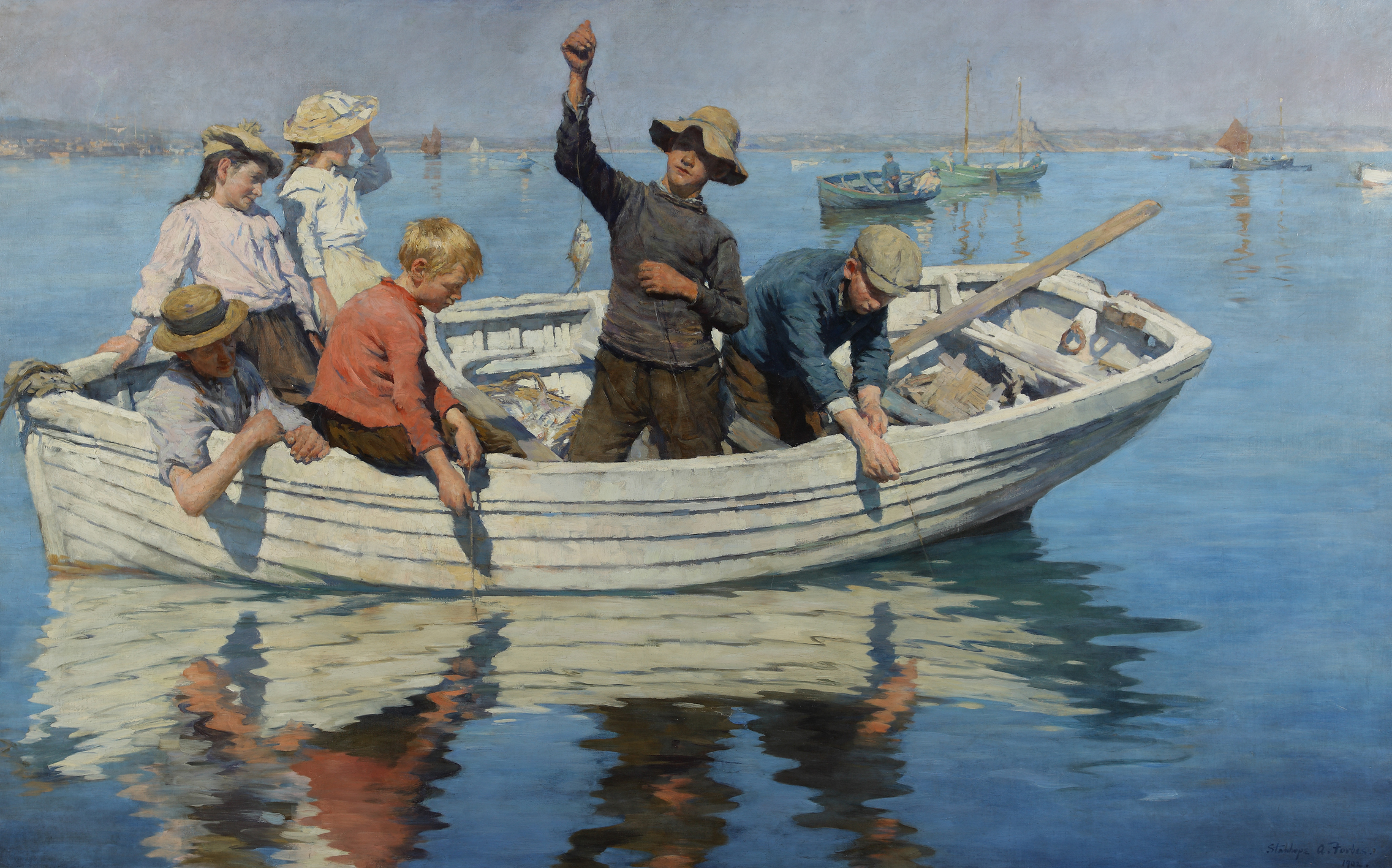
(画)スタンホープ・フォーブス
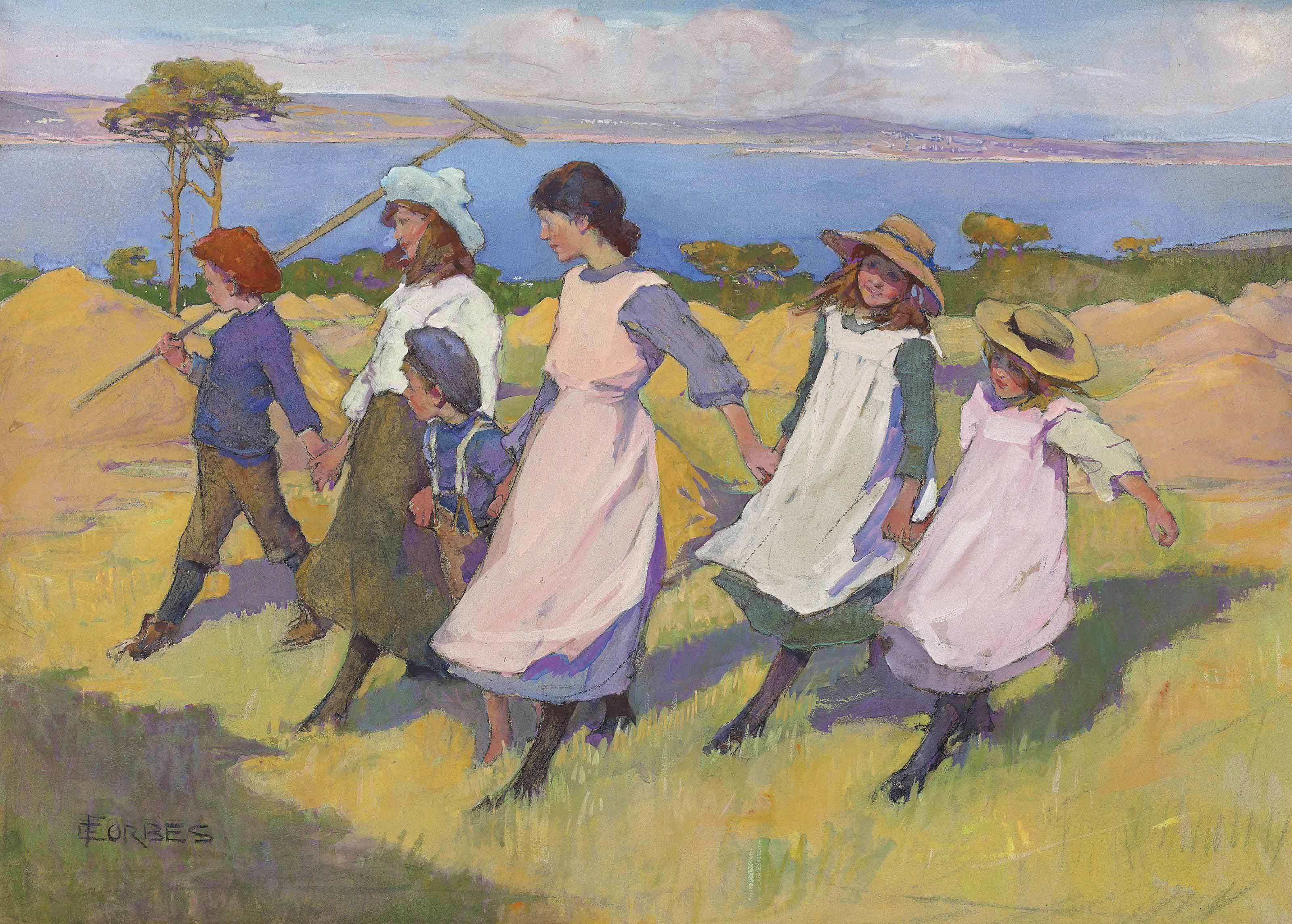
(画)エリザベス・フォーブス
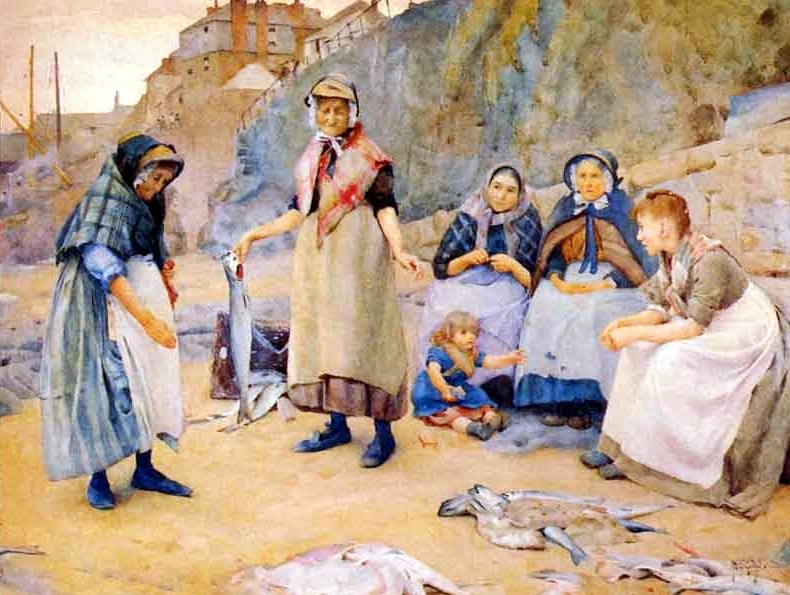
(画)トーマス・クーパー・ゴッチ
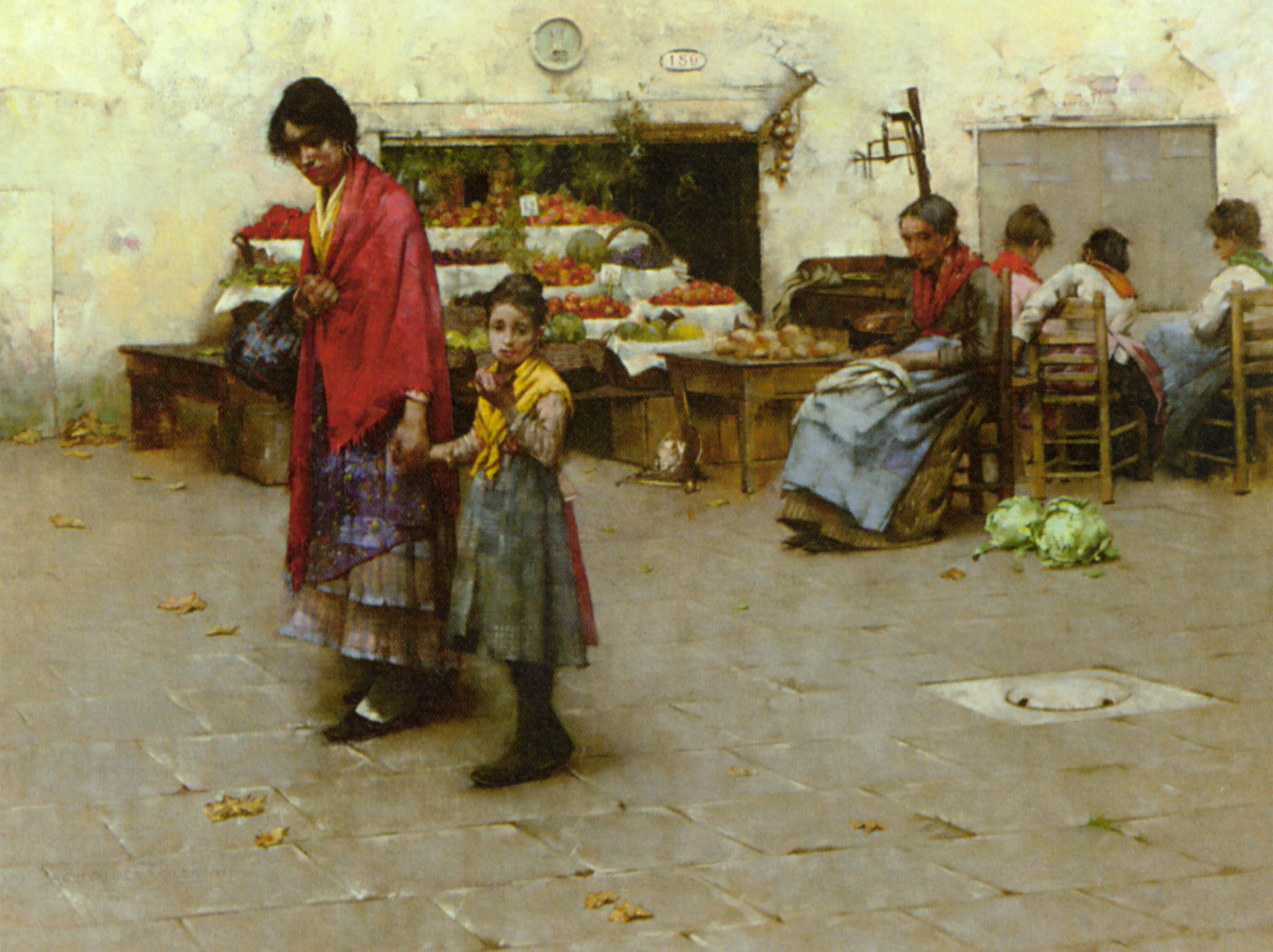
(画)アルバート・シュヴァリエ・テイラー
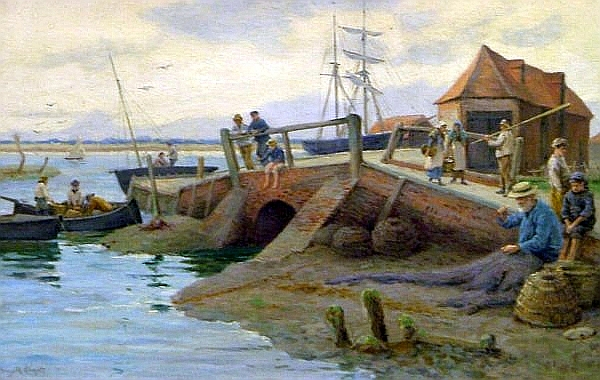
(画)パーシー・ロバート・クラフト
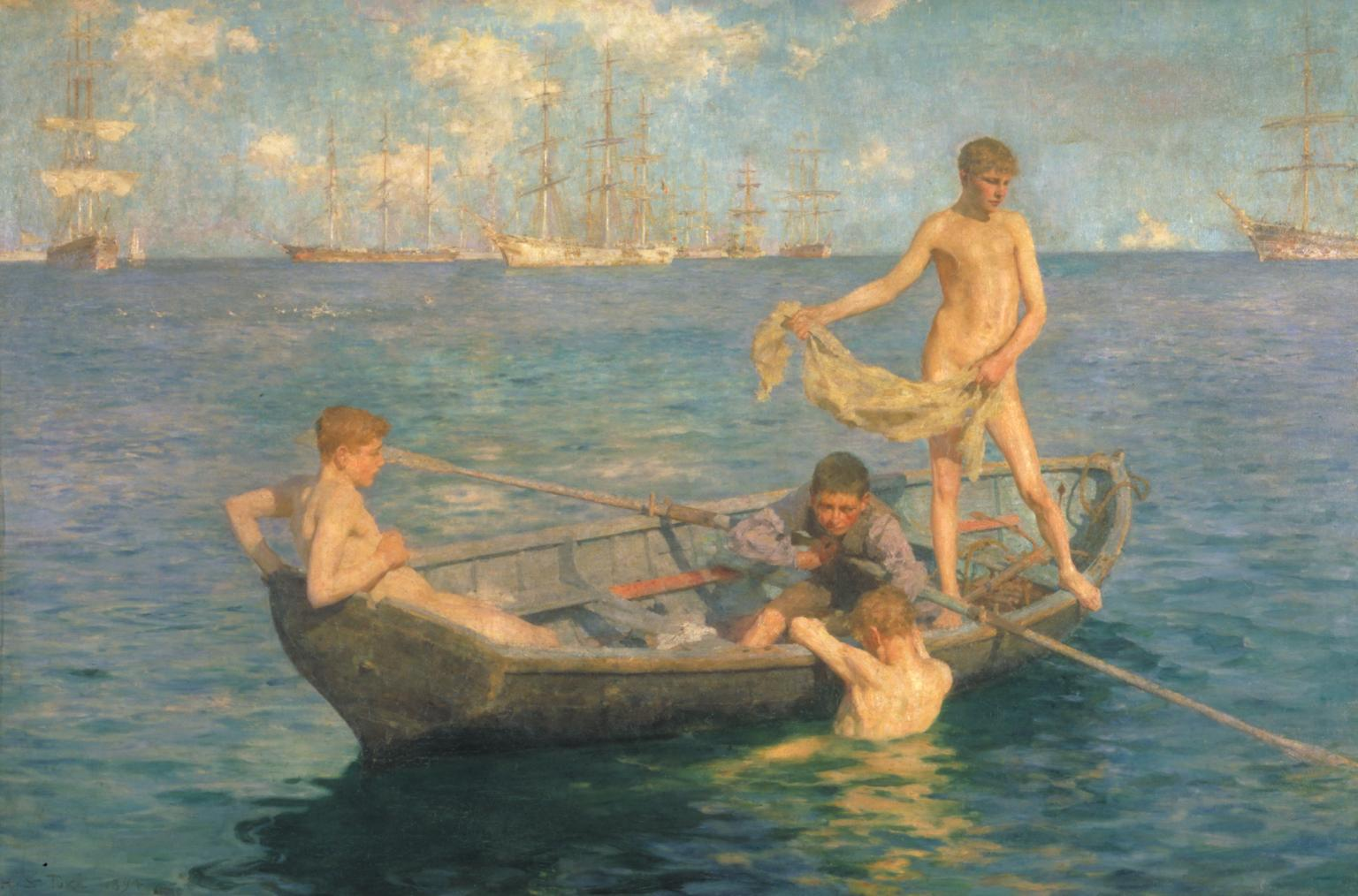
『八月の青』(画)ヘンリー・スコット・テューク
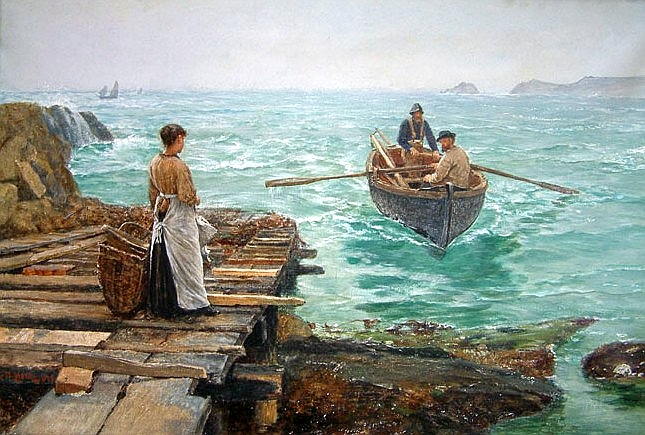
(画)チャールズ・ネーピア・ヘミー
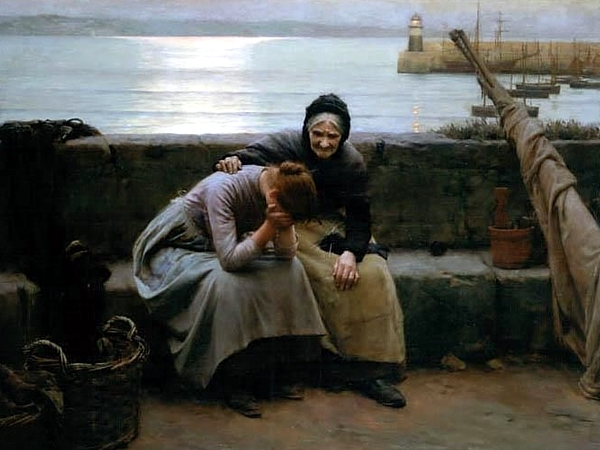
(画)ウォルター・ラングレー
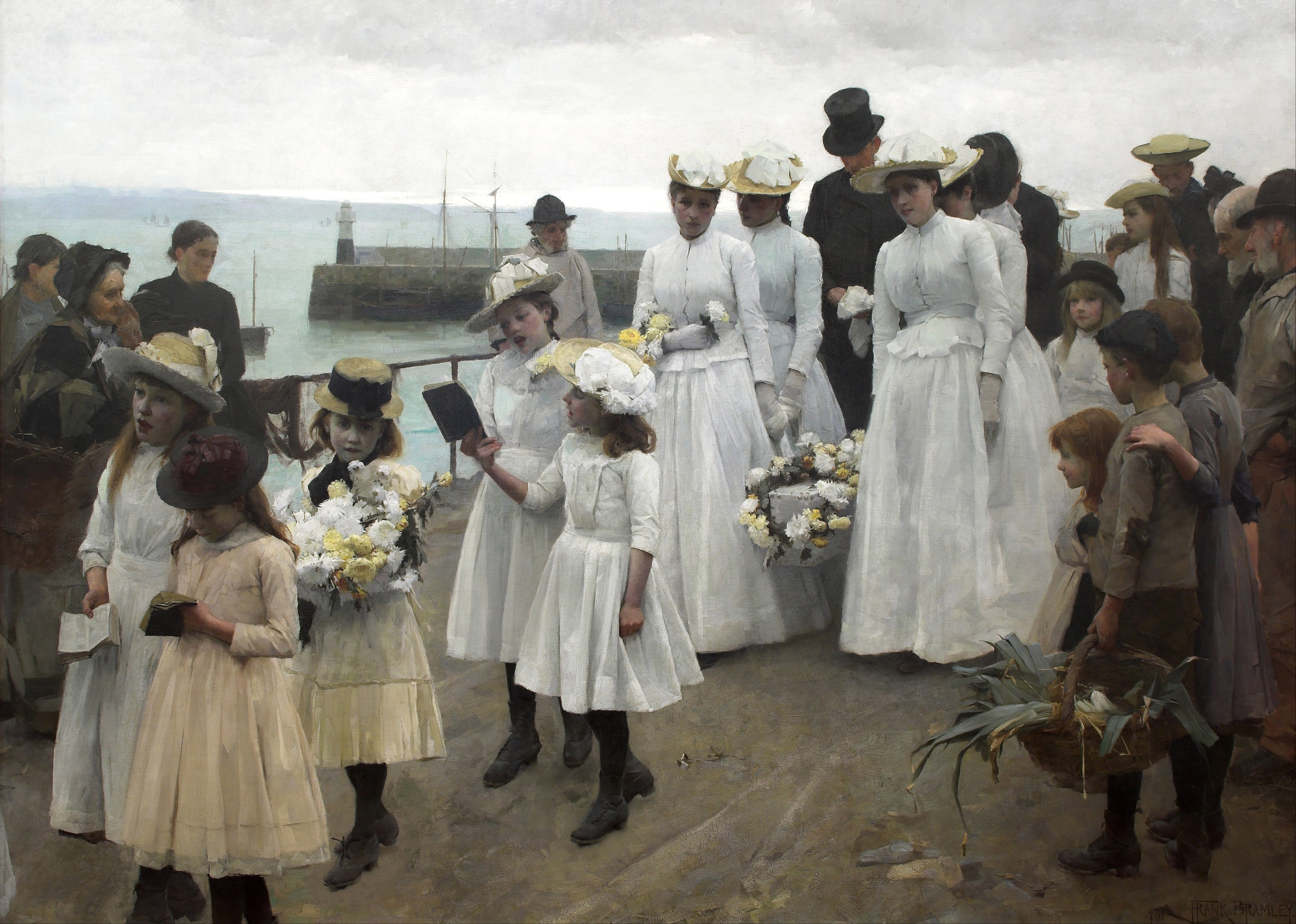
(画)フランク・ブラムリー
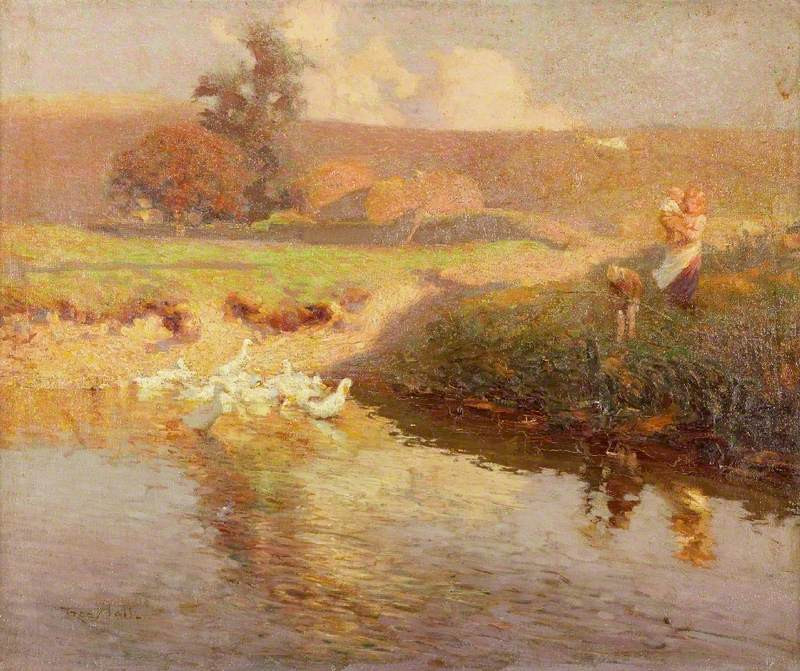
フレデリク・ホール
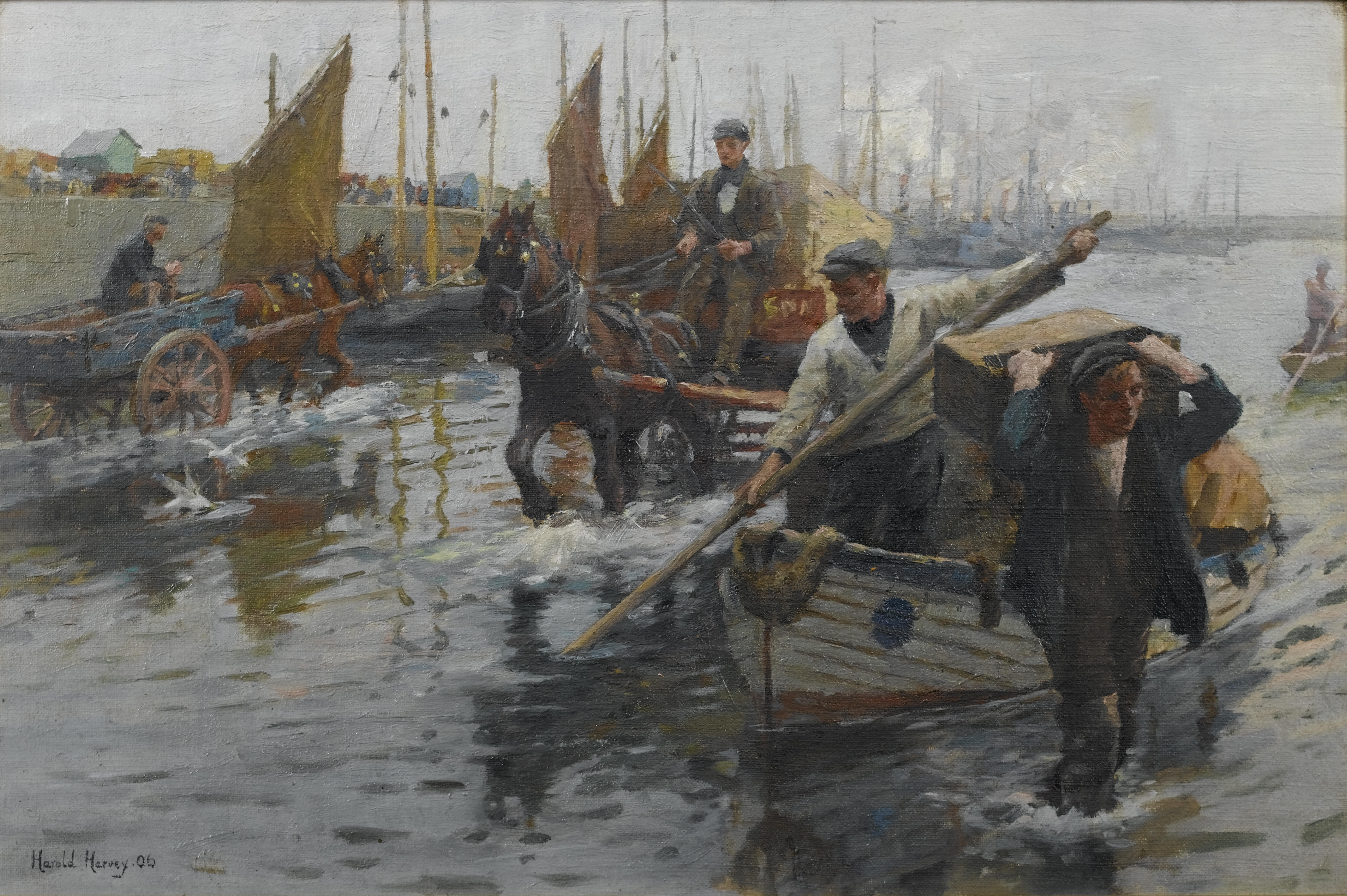
ハロルド・ハーヴェイ
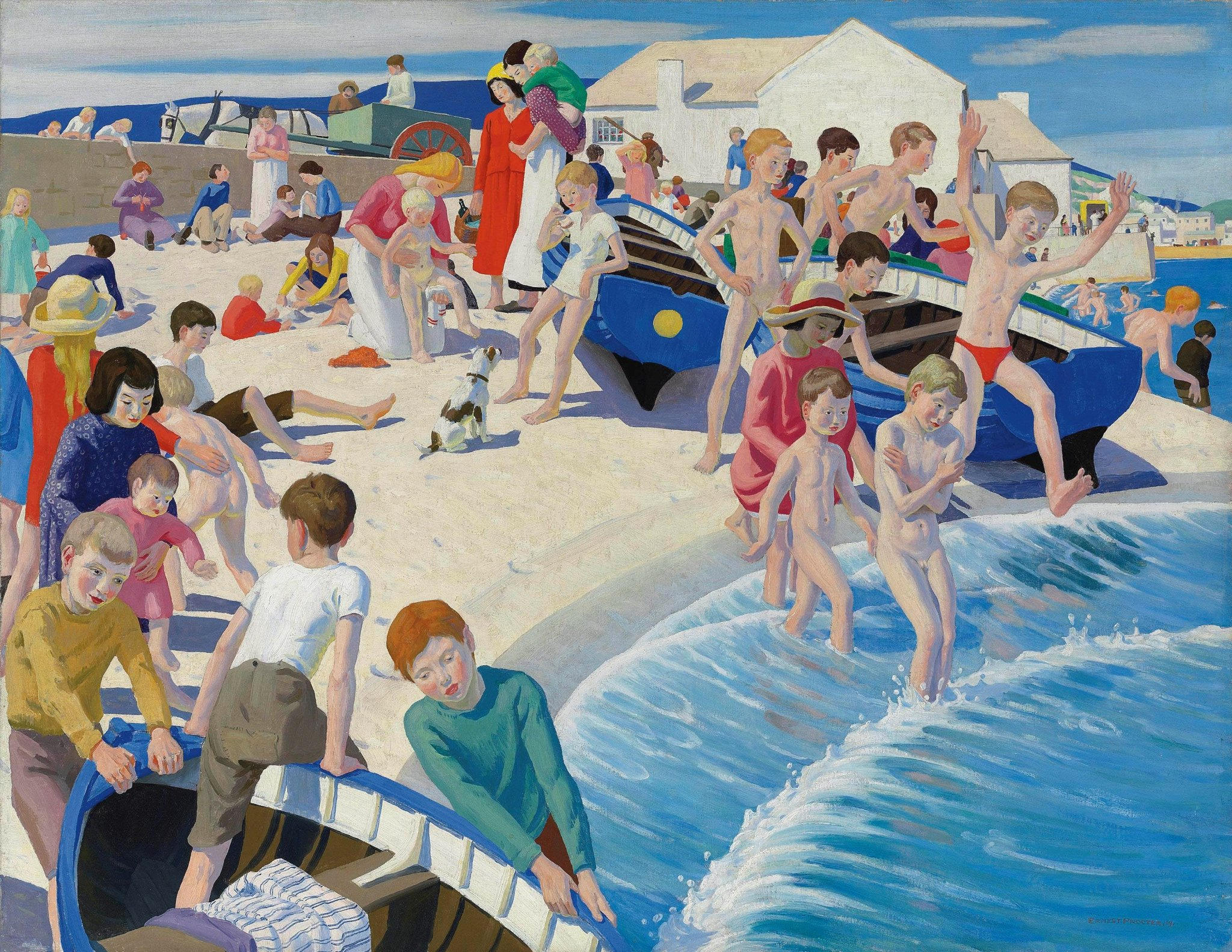
アーネスト・プロクター

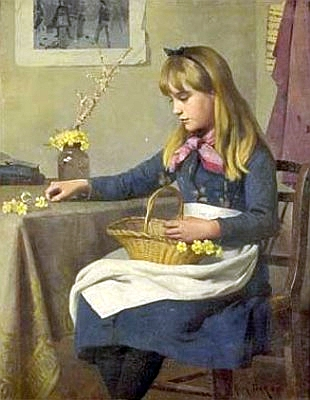
ラルフ・トッド
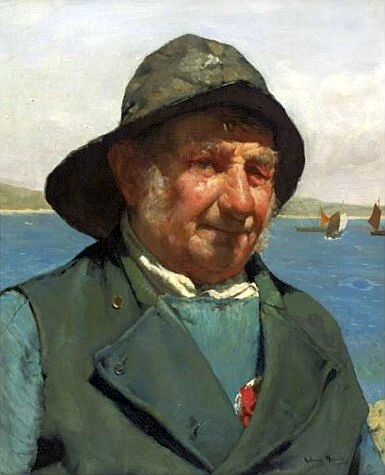
(画)エドウィン・ハリス
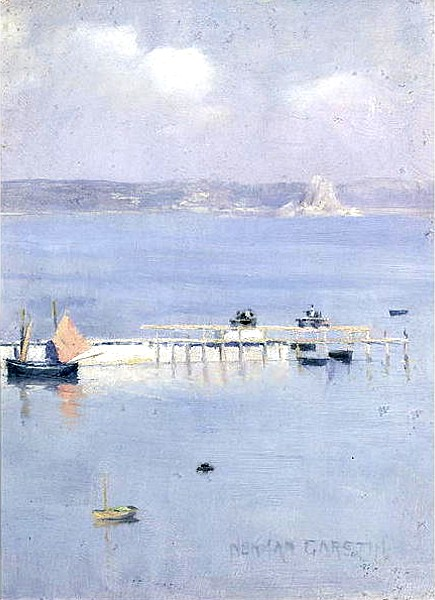
(画)ノーマン・ガースティン
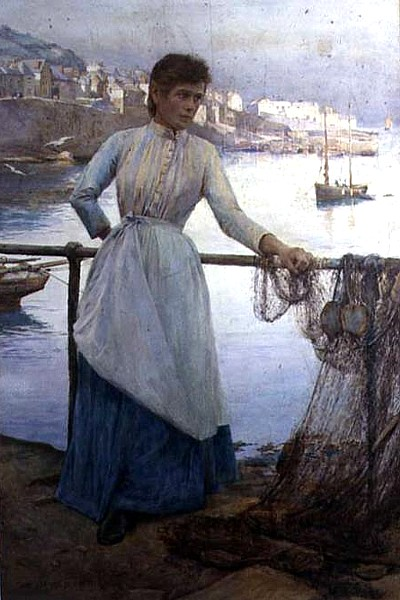
(画)ヘンリー・メイネル・リーム